# Faszcziwka (rejon rowenkowski)
Faszcziwka (ukr. Фа́щівка, ros. Фа́щевка) – osiedle typu miejskiego na Ukrainie, w rejonie rowenkowskim, obwodzie ługańskim.

## Historia
Faszcziwkę założyli w 1773 roku wygnańcy ze wsi Faszciwka w guberni biełgorodzkiej, od 1958 roku osiedle typu miejskiego.
W 1989 liczyło 3581 mieszkańców.
W 2013 liczyło 2368 mieszkańców.
Od 2014 roku jest pod kontrolą Ługańskiej Republiki Ludowej.